# Mode 1945–1960
Mode 1945–1960 syftar på modet under perioden mellan 1945 och 1960. Under denna tidsperiod var mode inte längre enbart ett västerländskt fenomen, utan hade blivit ett internationellt fenomen. Modeindustrin influerades dock alltjämt främst från Västvärlden. Från denna tid hade dock USA också kommit att inte en ledande roll vid sidan av Europa. Tidsperioden mellan andra världskrigets slut 1945 och början av 1960-talet brukar räknas som en sammanhängande tidsperiod, eftersom modet under denna tid såg i stort sett likadant ut, innan det tvärt ändrade sig under 1960-talet. 

## Allmänt
1950-talet präglades av en reaktion mot krigstidens mode. Under andra världskriget begränsades modet av ransoneringen. Det ransonerade tyget användes till funktionella kläder som skulle täcka behoven. Efterkrigstidens mode var en reaktion mot ransoneringen under kriget och symboliserade det överflöd man ville få njuta av när ransoneringen släppte, men det symboliserade också en längtan efter en trygg traditionell livsstil efter de kaotiska krigsåren. 
1950-talet var det första decennium, då ett särskilt mode för ungdomar tog plats mellan åldrarna för barnkläder och vuxnas mode. Coco Chanel kom att påverka dammodet med den lilla svarta. Det var vid denna tid USA med dess överflöd blev en stilförebild för ett Europa som höll på att återhämta sig efter krigets krisår, och jeansen blev populära fritidskläder. 
Det var under 1950-talet som tonårsmodet tillsammans med fritidsmodet, skapade ett klädskick med jeans och t-tröja, som längre fram skulle övergå till att bli  självklara vardagsplagg för alla: under 1950-talet användes det dock ännu endast av tonåringar i informella sammanhang. 

## Dammode

### Klädedräkt
Under andra världskriget begränsades modet av ransoneringen. Det ransonerade tyget användes till funktionella kläder, och kjolar och klänningar var raka och bara långa nog att täcka knäna, vilket definierades som nödvändigt och funktionellt. Efterkrigstidens mode var en reaktion mot ransoneringen under kriget. Denna reaktion exemplifierades i Christian Diors The New Look våren 1947, där kjolen hade en slösande vidd och slutade 24 cm ovanför fotknölen. 
New Look-stilen varade till de första åren på 1960-talet. Kännetecknande för New Look var de vida kjolarna, vars vidd bars upp av stärkta underkjolar, och ett figursytt liv, gärna med korsett. En snäv kjol kunde dock bäras som alternativ, och den var liksom den vida kjolen knälång. En nyhet under denna tid var cocktail-klänningen, som definierades som en festklänning mellan vardagskläder och balklänning och som blev mycket populär. 

### Bildgalleri

Argentine fashion plate 1951
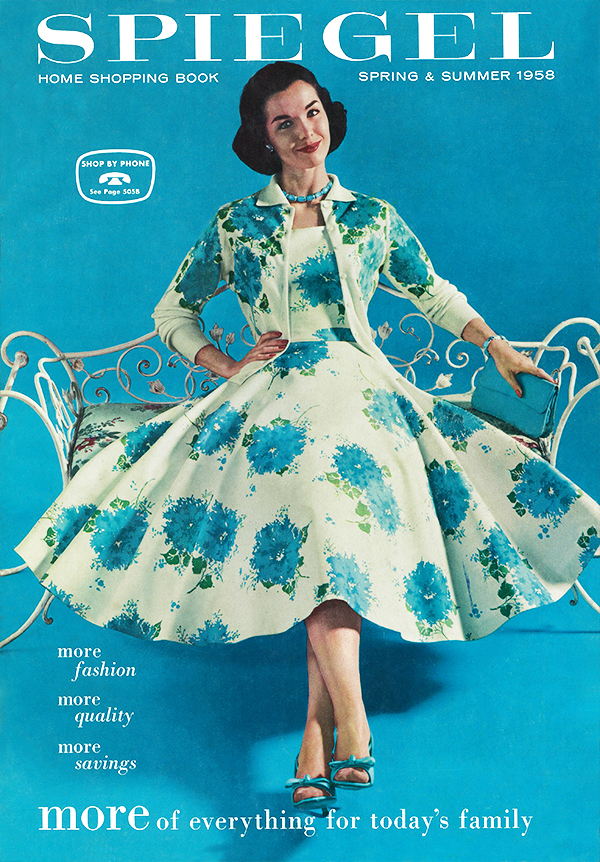
Spiegel2
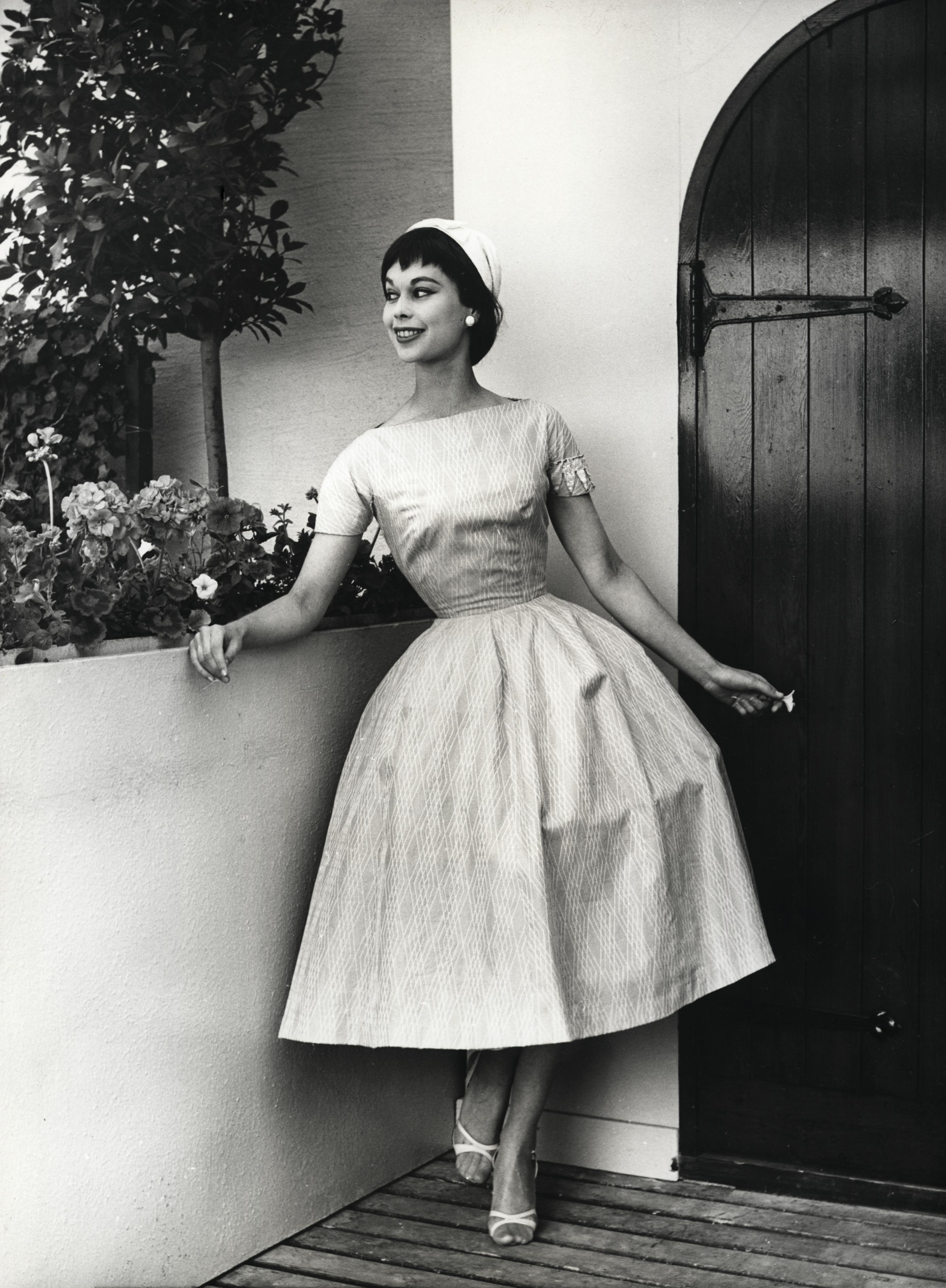
NMA.0033738, Fashion Photo by Lars Nordin-Nordin Nilson 1955
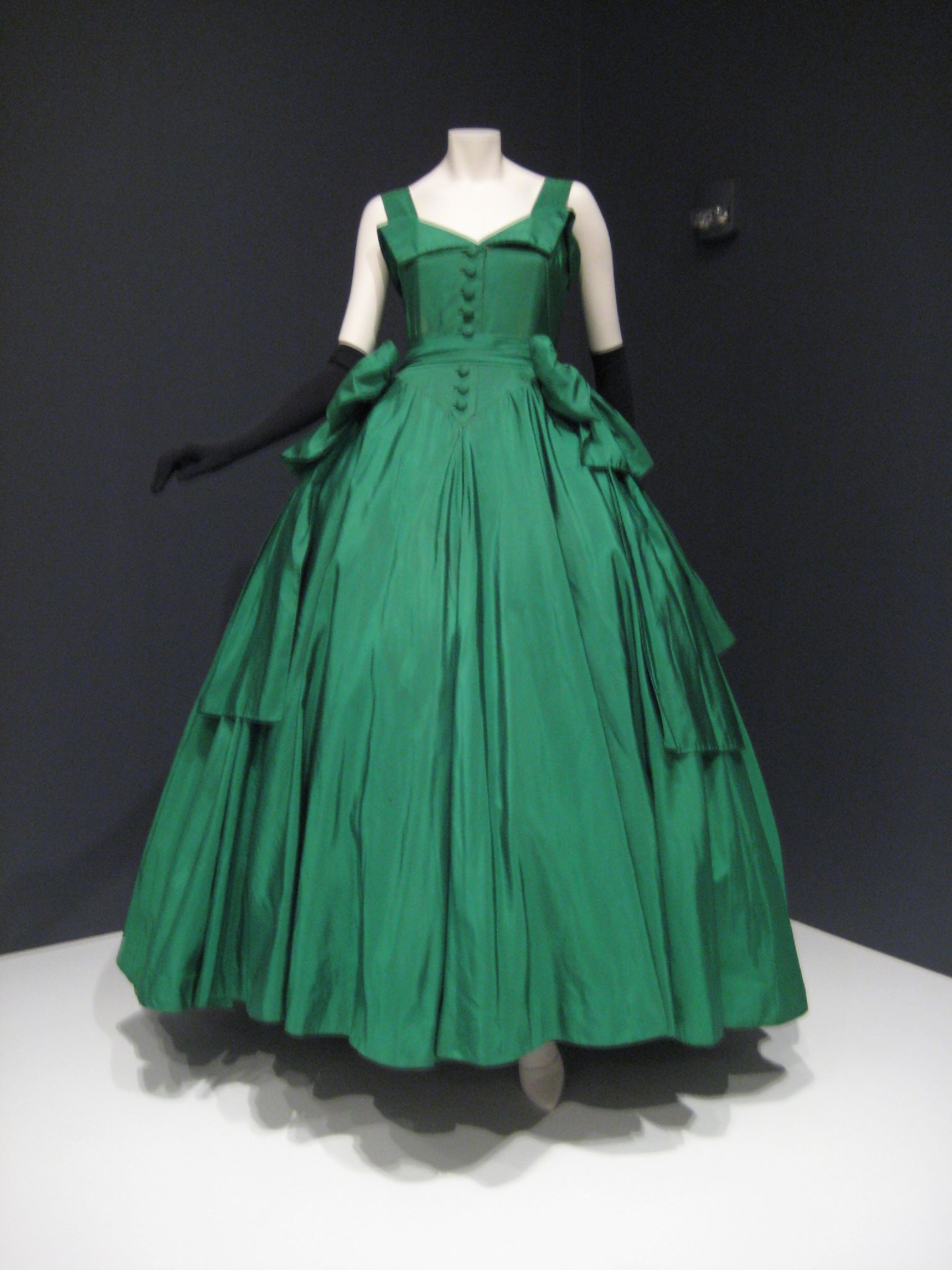
Christian Dior-klänning
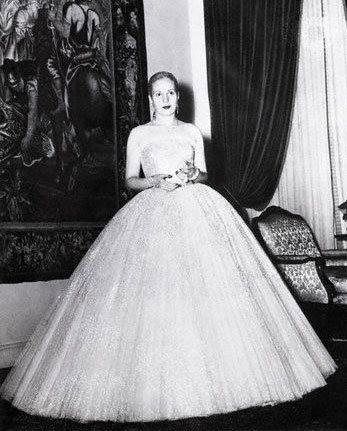
Evita Dior
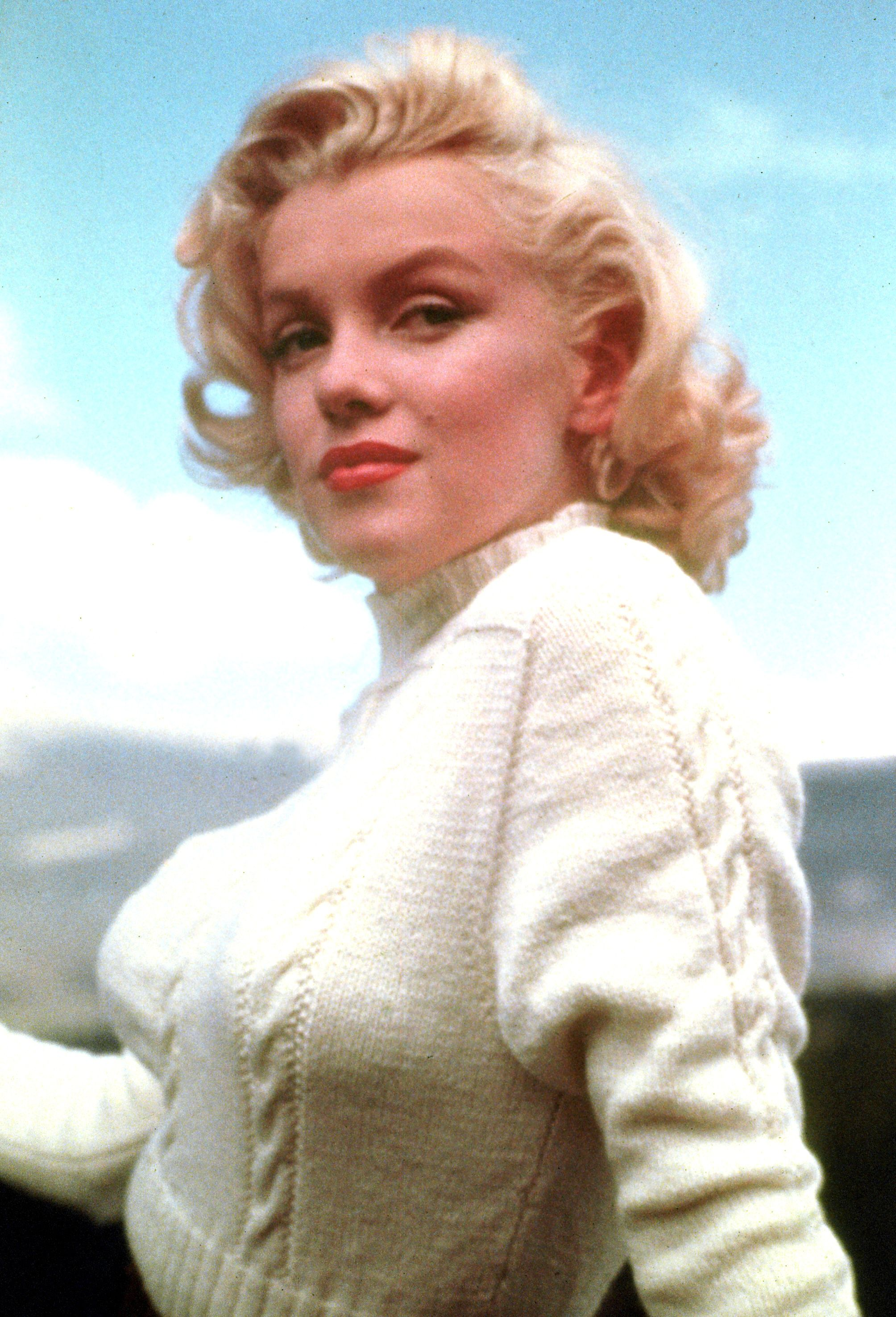
Monroecirca1953

## Herrmode

### Klädedräkt
Under 1950-talet ersattes den tredelade kostymen av den tvådelade, och västen uppfattades inte längre som en nödvändiga del av kostymen. Drape suit blev omodern och kostymen blev rak, med raka byxor och axlar och kortare enkelknäppt kavaj. 
Till fritidskläder bars blazer och tröja till chinosbyxor. Det var också nu shortsen började bli populära, dock ännu enbart som mycket informella fritidskläder: de bars heller inte till bara ben utan med strumporna dragna högt upp. 
Fedorahatten var populär till kostymen och skärmmössan till fritidskläder. 
Den vanliga stilen för män var kortklippt bakåtkammat hår och slätrakat ansikte. Bland tonåringar blev det dock modernt att experimentera med något längre hår format i hängande lockigt hår på framsidan. 

### Bildgalleri

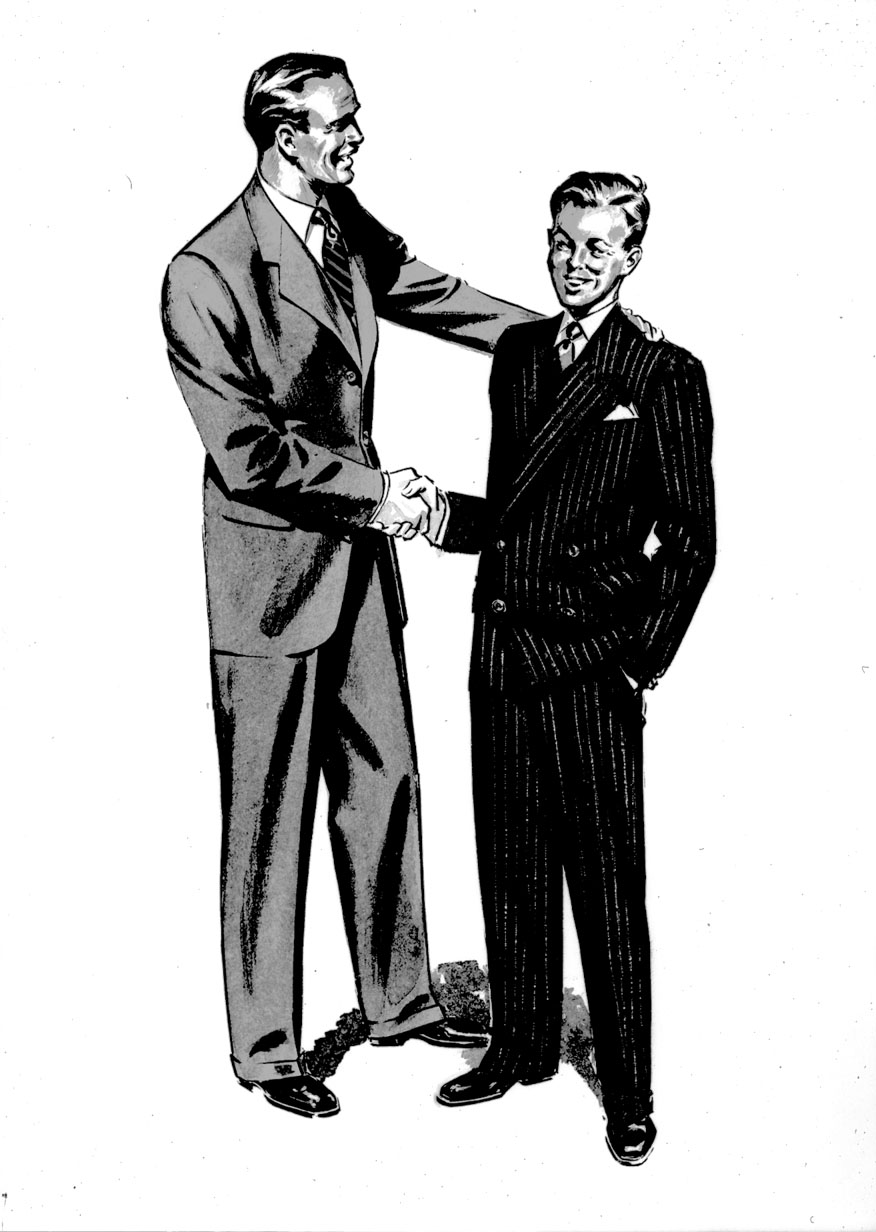
A Fashion Illustration (8734843682)
631136102 A 70515 Catalogue automne 1953
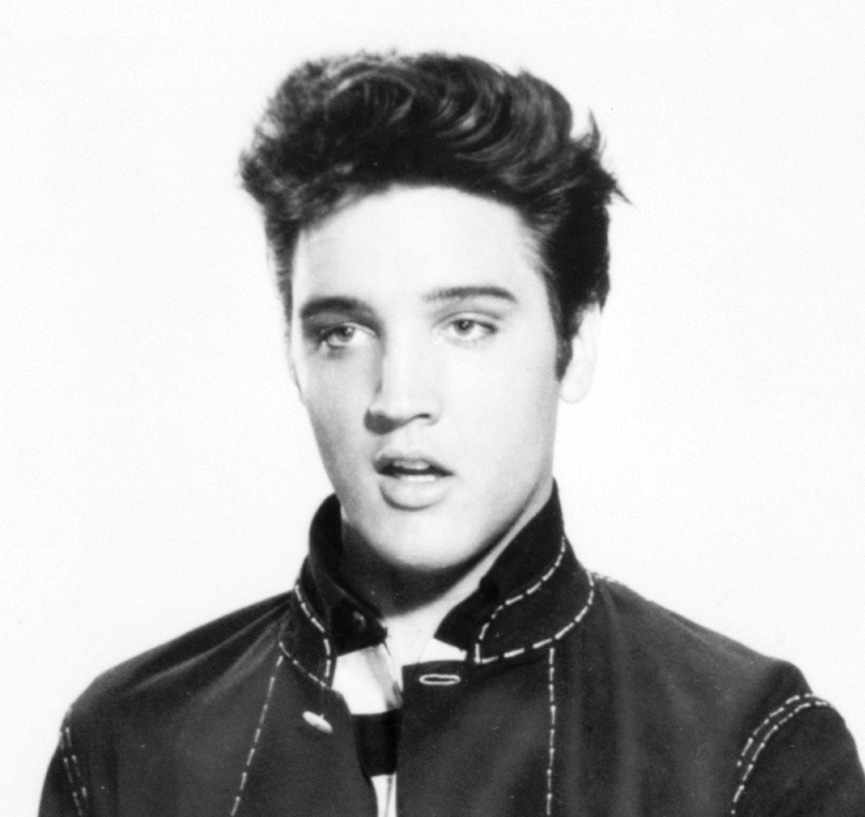
YoungElvisPresley